# 2000年朝韓首腦會晤
2000年朝韓首腦會晤（：／）於2000年6月13日至6月15日由大韓民國總統金大中與朝鮮民主主義人民共和國最高領導人、朝鮮勞動黨總書記金正日在平壤會面。會後，兩國簽署《南北共同宣言》，雙方同意通過自主地解決統一問題、立即解決人道主義問題和建立各方面的合作關係。
這次的會談是朝韓自朝鮮半島分裂以後兩國領導人首次進行面談。除了成功促使兩國簽署《南北共同宣言》外，它還改進兩國的關係，並使雙方對彼此改觀，為日後多次的朝韓首腦會談立下契機，金大中也從而奪得諾貝爾和平獎。因此，這次的會談成為南韓當年重要的事件之一，也被美聯社等報社評選為年度的世界新聞。不過，隨著時間的推移，南韓對這次的會談出現了不同的看法﹔北韓則一直視這為「歷史性」的民族大事。

## 背景

### 提倡和落實會談
二次大戰結束後，曾經是日本殖民地的朝鮮半島被蘇聯和美國託管。出於戰略考慮，兩國均不欲半島被對方操控，最終決定以三八線為界設立兩個政權﹕界線以北的為推行共產主義而親蘇聯的北韓，南方則為實行資本主義而親美的南韓:2。此後，南北韓強調己方為朝鮮半島唯一的合法政權，並拒絕承認對方的存在:4。同時，為實現統一，兩國均主張採取軍事行動，最終觸發韓戰 :5。1953年，戰爭結束。雙方互相指責對方為發動內戰的元兇，關係則更為惡劣:8。直至1970年代，美蘇關係改善，南北韓的關係也得到緩和:15。期間，曾製訂《南北共同聲明》，之後還組成聯隊參加世界乒乓球錦標賽和參加各文化交流活動:21-27。在這20年間，兩國的往來日漸增多。
1994年，美國指責北韓於寧邊郡發展核設施，主張派出航空母艦和戰艦進行轟炸。時任南韓總統金泳三強調不會支持美國的行動，使得美方放棄其軍事行動。隨後，金泳三表示有意訪問平壤，得到時任北韓最高領導人金日成的同意，並將日程定在同年7月25日。然而，隨著金日成於7月8日忽然離世，會談被取消。1997年，金大中於總統大選中獲勝。他在翌年的就職演說上提出冷戰模式並不利於南北韓的關係，只有雙方和解才是實現半島和平和統一的方法。為此，金大中在上台後推行陽光政策，主張通過行動消除彼此之間的不信任，達至真正的和解:44。然而，南韓此時正陷入亞洲金融危機。因此，金大中須先處理經濟問題。踏入2000年，南韓的經濟好轉，使得金大中能專注於對朝事務。在當年的新年致辭中，他提出了「建立南北經濟共同體」的呼籲。一個月後，他在柏林自由大學發表《柏林宣言》，指為實現兩國和解會資助平壤發展經濟及合力開發基礎建設。起初，北韓對宣言甚有戎心，認為這是青瓦台藉經濟援助之名推翻北韓的體制:46。然而，隨著金大中多次強調援助計劃目的僅為協助北韓改善經濟水平，並無其它意圖才讓平壤立場軟化:46。接著，北韓開始從非官方途徑與南韓取得聯絡，並派遣特使向青瓦台表示願意舉辦首腦會談:47。於是，南韓文化觀光部部長朴智元與北韓的朝鮮亞太和平委員會副委員長宋浩京以特使身份於2000年3月至4日期間在上海和北京進行三次非正式會議，為首腦會談進行籌備:47。4月2日，金大中在接受《時代雜誌》訪問時指對話是使南北韓和平共處的方法，並稱在國會選舉結束後會「考慮」舉行南北韓首腦會談，但「需要國民的支持」。4月8日，朴宋二人就首腦會談達成共識，於北京簽下協議。兩天後，統一部部長朴在圭宣佈金大中將於同年6月12至14日到訪平壤與金正日舉行會談:56。同日，北韓於各大報章的頭版向國民公佈有關消息，並指實現半島和平統一是人民的最大所願，也是已故國家主席金日成同志的遺訓。

### 會談前的準備
在青瓦台宣佈舉行首腦會談前夕，為建立互信關係，韓美聯合軍司令部少將麥克·丹以私人信函通知朝鮮人民軍中將李贊福，美韓聯合軍事演習將於4月15日至21日進行，並強調此次的演習僅為例行性的。在公佈進行首腦會談後，南北韓於4月22日至5月18日期間在板門店的和平之家和統一閣舉行五場會議，為首腦會談作準備:56。最終，兩國就代表團的組成和規模、會談的形式和議題、先遣隊的派遣以及交通等15項內容達成一致，簽署《南北工作程式協議書》。此外，金大中在訪問期間將不會到訪放有金日成銅像的萬壽台和主體思想塔等具有政治象徵的地標﹔會談場所和代表團下榻的酒店均不會掛起雙方的國旗。同時，為確保會談能順利進行，北韓於5月起進入緊急警戒狀態，整個6月禁止外國人入境﹔又翻新了平壤順安國際機場、首都的主要通路和代表團入住的百花園國賓館。另一方面，為營造友好氣氛，平壤在5月26日及29日派出少兒藝術團和雜藝團來到漢城表演:56。同時，北韓切斷了於三八線一帶批評南韓體制的廣播，取而代之的是朝鮮傳統音樂﹔標語也改為「同族不要自相殘殺」。5月30日，兩國同意在4個月後舉行的悉尼夏季奧運會的開幕禮中持統一旗共同出場。同一天，南韓派出為數30人的代表團通過板門店來到平壤，為首腦會談作最後準備，這是南韓官方自1992年9月南北韓高層會談後首次從板門店進入北韓國境。另外，金正日也於同一時間到北京與時任國家領導人江澤民會晤，就即將舉行的首腦會談交換意見，這是北韓領導人時隔13年後再次訪問中國。6月5日，青瓦台公佈訪問北韓的人員名單。當中，正式隨行人員有10人﹕
- 國務總理及財政經濟部長官李憲宰
- 統一部長官朴在圭
- 文化觀光部長官朴智元
- 總統秘書室室長韓光玉
- 總統秘書室首席秘書官黃源卓
- 總統首席秘書兼發言人朴晙瑩
- 總統警衛室室長安周燮
- 總統經濟首席秘書官李起浩
- 總統禮賓秘書官金夏中
- 總統醫生許甲範

此外，代表團還包括特別隨行人員24人以及普通隨行人員96人，合共130人。當中，特別隨行人員分別來自政黨、商界、文化界、學術界和有家人在北韓的社會人士。接著，南韓的先遣隊於平壤進行實行考察，成功從當地發放訊息到漢城。

## 正式會談

### 第一天
北韓於6月10日晚上通過緊急通話，指因「技術關係」要求將首腦會談延遲一天。青瓦台隨後接受有關通報，並呼籲傳媒不要作過多猜測。於是，金大中和他的代表團延遲一天出發。6月13日早上，金大中在啟程往平壤前向全國發表講話，指他將要「帶著熱愛民族的熱血和現實的冷靜頭腦」訪問北韓，並希望是次會談能開拓朝鮮半島的「和平之路」，消除戰爭威脅，使半島的7000萬人能夠安心生活。同時，他相信這次的會談不會隨他歸國就此結束，而是持之而行。
上午9時，金大中與夫人李姬鎬以及代表團一眾成員在城南國際機場出發。考慮到南北韓並沒有邦交，根據外交格式金大中的出國儀式會一切從簡﹕不設儀仗隊和外國使節給別。韓亞航空獲選用為是次會談的專用機。基於該航空公司的太極標誌與南韓國旗相似，為免造成誤會和遵守與北韓不出示國旗的協定，專用機尾翼附近的太極旗被塗去。來到平壤順安國際機場後，則不演奏國歌。此外，儘管城南機場和平壤機場的距離僅160公里，但為免飛越北韓軍事分界線的上空，專用機須繞道從西海繞道而行，使得整個飛行時間達一個多小時。
上午10時30分，金大中等人抵達平壤，獲金正日親自迎接並且握手，這是他上台以來首次親身接送外賓。接著，金大中向北韓人民發表演講，稱他本以為一生都無法踏上北邊的土地，但現在「實現了一生的願望」，故此感到很高興。同時，他感謝金正日的迎接，並期待此次的會談能「實現和解與合作」。結束機場的歡迎儀式後，金正日和金大中乘車到平壤的市中心。期間，二人一度下車，向歡迎的市民揮手致意。最終，車隊來到百花園國賓館，整個過程共吸引60萬名市民圍觀。稍作休息後，南北韓於上午11时45分在百花園國賓館進行正式會談，南韓的代表除金大中外還有統一部部長朴在圭及國務總理兼財政經濟部部長李憲宰，北韓的代表則為金正日與最高人民會議常任委員長金永南 。兩國達成一致意見，決定設立直通電話，使兩國首腦能通過直接對話解決各種問題。之後，金大中和夫人出席在人民文化宮舉行的歡迎晚宴。負責主持的金永南稱希望這次的會談能令「7000萬同胞在戰爭的恐懼中解放過來」，金大中則回應此行可使半個世紀以來的不信任和對決的關係變化成和解與合作關係。

### 第二天
會談的次日會舉行三場不同類別的會談。上午9時45分，南北韓在萬壽臺議事堂舉行大範圍會談，南韓的代表為金大中與朴在圭，北韓則派出金永南和最高人民會議常任委員會副委員長楊亨燮。雙方討論了離散家屬團聚和各方面的合作交流。另一方面，夫人李姬鎬於早上到訪平壤蒼光幼稚園和刺繡研究所，與當地的兒童和女性對話。之後，金大中和夫人會合，到玉流館享用午餐並在萬景台學生少年宮觀看表演。
下午3時，金正日和金大中會在百花園國賓館再次進行面談，陪同金大中的有李起浩和黃源卓﹔朝鮮亞太和平委員會委員長金容淳亦參與其中。雙方於晚上6時50分結束會談，歷時近4個小時。兩國最終就緩和半島緊張局勢的方法、離散家屬團聚，以及進行經濟，生活和文化等多方面的交流合作等四項主題交換意見並最終達成共識並簽訂《雙重徵稅防止協定》和《投資保障協定》。另一方面，南韓的24名特別隨行人員會和北韓官員在萬壽臺議事堂進行有關經濟、女性、社會和學術等多個領域的特別會談。同時，李姬鎬參觀平壤婦產醫院和手工制作公司。晚上，金大中於木蘭館舉辦答謝晚宴，金正日應邀出席。金大中在宴會發表講話，指會談已成功地舉行，如今「民族的光明未來已展現在眼前」。因此，他建議南北韓要真誠地合作，以「共同走向繁榮」。同時，他又邀請金正日等人訪問漢城 。
金永南在答詞中則表示此次會談「反覆確認了」兩國是不可分離的血肉。
晚宴過後，金正日和金大中於11時20分一同宣佈將會簽署《南北共同宣言》，並會在凌晨12時簽署及發表。故此，該份宣言的簽署日期是在6月15日。根據宣言，兩國同意﹕
1. 南北雙方同意通過全民族的共同努力自主解決國家統一問題。
2. 在實現南北統一方面，南方的聯邦政府提議與北方的鬆散式聯合政府的設想存在著共同因素。雙方同意在此方向下促進統一。
3. 南北雙方同意立即解決人道主義問題，比如8月15日光復節離散家屬的重聚和南方在押的共產黨問題。
4. 南北雙方同意通過發展互利的經濟合作以及民間、文化、體育、醫療、環保和其它方面的人員往來與合作發展雙方經濟增強彼此信任。
5. 南北雙方同意近期舉行相關對話來實現以上協定。

據金大中後來解釋，這份宣言原定會在當天晚上9時簽署和公佈的，但由於晚宴的關係而被推遲。

### 第三天
這天的行程為出席告別午宴。這場午宴於下午12時20分在百花園國賓館舉行，金正日、金大中和南北韓代表團的成員均有出席。朝鮮人民軍總政治局局長趙明祿和大韓民國國家情報院院長林東源先後致辭並提議乾杯，金正日和金大中隨即相互碰杯。接著，出席者們響應朴智元的提議，合唱歌曲《我們的願望是統一》。下午4時20分，金大中與南韓代表團乘飛機返國，獲金正日親自送別，結束為期三天的首腦會談。

## 後續和影響
首腦會談推進了南北韓的關係。為實踐《南北共同宣言》，金大中政府於2003年2月卸任前先後與北韓進行了60次的雙邊會議，當中13次將軍級軍事會談、17次軍事領域會議、21次有關經濟議題的會議以及9次社會合作會議:49。2000年8月，兩國響應首腦會談的約定，於漢城舉行為期兩天的南北離散家族重聚活動。接著，朝鮮國立交響樂團訪問南韓，與KBS交響樂團舉行聯合演奏會，是兩國樂手繼1998年的「尹伊桑統一音樂會」後再次聯手演出。9月2日，青瓦台將63名於韓戰期間被俘獲而不肯放棄其政治立場的非轉向長期囚遣返北韓。9月15日，兩國在悉尼奧運會的開幕禮中手持統一旗共同進場:58。之後，兩國進行多場的官方會談。9月25日至26日，雙方在國防部長級會議同意為朝鮮半島關係緩和而努力:58。9月27日至30日的部長級會議驅使「南北經濟合作促進委員會」的成立:58。11月28日，南北工作級軍事會議就兩國鐵路和公路重新連合進行磋商．12月12日至16日的南北部長級會議就派遣經濟觀察團等達成共識:58。2001年1月31日，兩國在南北紅十字會會議中同意再次舉行離散家族重聚，並讓離散家族互通書信:58。此後，直至金大中離任為終兩國共舉行了6次的離散家族重聚活動。另外，兩國在這段期間還同意清除非軍事區的地雷和建立離散家族重聚中心等:59。同時，KBS交響樂團在2002年9月16日至22日期間造訪平壤，與朝鮮國立交響樂團一起演出:59。9月29日，北韓於2002年釜山亞運會派出184人的代表團參賽，並在開幕禮中與東道主南韓持統一旗一同出場:59。10月26日，平壤派遣18人的經濟觀察團對南韓進行考察:59。
另一方面，首腦會談改變了南韓人對北韓和領導金正日的認知。在會談前，南韓人大多認為北韓是一個完全未開化的國家，而金正日則因中風而口不能言:100-101。隨著會談展開，南韓人對北韓漸漸產生興趣，各種來自北韓的食品和商品變得流行起來，大學陸續開辦有關該國的課程。同時，南韓的電視台在直播會談期間播出了不少平壤的街頭風景，讓南韓人重新認識這城市。北韓對南韓電視台的報導和拍攝不加干涉，也使南韓人對北韓有所改觀。另一方面，金正日在會談中言談幽默，並對比他年長的金大中流露敬意深得南韓人的好感:100-101。在這段期間，南韓人為其成立同好會和專門網站。在漢城，甚至有市民穿著印有其外貌的衣服:100-101。韓國廣播振興院對全國650名成年國民進行電話訪問，結果顯示大眾對金正日的肯定評價大幅增加。在領導能力方面，肯定評價由會談前的20.2%急劇上升至53.7%﹔在可信度評價中，肯定評價由15.1%大幅上升到51.2%。《東亞日報》進行的調查發現在會談前，只有4.7%的受訪者對金正日的感覺「很好」，在會談後則升達53.8%。同時，97.3%的人表示歡迎金正日到訪漢城，比會談前的81.9%為高。對北韓來說，首腦會談也改變了他們對南韓的立場。以往，平壤會稱青瓦台為「美帝傀儡政權」，其總統則為美帝的走狗。然而，經過會談後，北韓官方改稱兩者為「南朝鮮政權」和「南朝鮮總統」:59。
金大中也成為首腦會談的得益者。調查機構「韓國蓋洛普」每年均會按季度就總統的職務執行能力進行民意調查。在會談舉行前的第二季，民眾對金大中的肯定評價為38%，否定評價為26%。然而，在會談結束後的第三季，肯定評價跳升至54%，否定評價降為18%，是自該民調創立以來否定評價跌得最快的一次。隨後，為表揚金大中促成首腦會談，達致「南北韓之間和解的功勞」，諾貝爾委員會於2000年10月13日向其頒發諾貝爾和平獎，使他成為首位獲得此榮譽的南韓人。2009年7月13日，金大中因肺炎病逝。考慮到他生前對國家的貢獻，青瓦台決定為其舉行國葬，是繼朴正熙於1979年遭到刺殺後南韓再次舉行國葬。平壤派出了以朝鮮勞動黨中央書記金己男為首的弔唁團來到首爾出席葬禮，並在芳名錄上寫道:「我們追悼前總統金大中的正義和良心，及在民族面前留下了無法抹去的痕跡」。

## 報導和採訪
北韓的高麗飯店和漢城的樂天大酒店均為這次會談的新聞中心，有關的消息會從高麗飯店傳送到樂天大酒店。鑑於北韓限制南韓僅可派50名記者來到平壤採訪，加之不歡迎第三國記者，世界各大媒體的記者紛紛來到漢城樂天大酒店的新聞中心。最終，這次的首腦會談共吸引113家南韓媒體的622名記者和163家海外媒體的490多名記者到訪。而在平壤的50名南韓記者中，他們分別來自各報社、通訊社和電視等媒體。這些記者會以「首腦會談採訪團」的名義進行聯合採訪，並不得私自傳送文字稿、影像和圖片，所有稿件會以「聯合採訪團」的名義發送至漢城。
在南韓，首腦會談由KBS 1、MBC和SBS三間電視台共同直播。北韓把會談延遲一天進行一度令原來打算於12日進行直播的電視台措手不及，唯播放如《洪吉童》等北韓電影填補節目表。在北韓，官媒朝鮮中央電視台和《勞動新聞》均沒有報導會談將推遲一天，使得一些打算到來迎接金大中的平壤市民撲了個空。13日，朝鮮中央通訊社報導「為了歷史性的北南首腦會談，南韓代表團已抵達平壤。金正日同志在機場迎接了金大中總統」，並評論﹕「此次會談是把民族和解與團結、交流與合作、和平與統一擺在我們面前的歷史性契機，以民族主體的努力，實現統一事業，以展現民族的堅定意志的重大事變」。朝鮮中央廣播電台和平壤廣播電台則於下午5時在新聞中首次報導金大中訪問平壤的消息，朝鮮中央電視台亦從當天下午7時開始播放有關消息。
翌日，北韓大篇幅報導有關會談的消息。《勞動新聞》以8版中的6版作詳細報導。當中，封面以大圖片刊登了金正日在機場迎接金大中總統，標題為「南方代表團抵達平壤」。當天上午，中央電視台通過緊急報導告之國民金大中正與金永南進行會談。晚上5時和7點特別新聞中，則反覆播放會談的場面，而在8時新聞報導中則播出了金大中的發言。接著，直至6月17日，《勞動新聞》一直於封面報導有關會談的消息，此後才減少相關的報導。另一方面，北韓宣傳機關就南韓人對金正日忽如其來的好感加以報導，他們告之國民金正日已深得南韓國民的愛戴﹕孩子們爭相模範他於會談時的一言一行、女大學生高興地拿起他的相片揮動以及人們紛紛拜讀其著作:192-194。

## 評論
金大中在首腦會談結束後稱會談將令朝鮮半島「迎來新的一天」，為半島55年的分裂和敵對情緒上畫上了句號，並在民族史上帶來轉機。联合执政党自由民主联合总裁金鍾泌认为會談是「歷史性的」，並指黨應該改變對北韓過往強硬的立場。然而，大國家黨批評金大中在會談並未有提到核問題，「令人無法接受」。儘管如此，南韓民眾普遍滿意會談取得的成果。《中央日報》於會談後向全國1100名國民作電話調查，結果顯示97.4%的人認為會談是「成功的」。《韓國日報》進行的民意調查中也顯示95.7%的人對會談成果感到滿意。主流傳媒對會談的成果均覺到滿意，《朝鮮日報》將會談類比成1972年尼克遜訪華，並希望「和解與和平的種子會散發出來」。週刊《民族21》認為會談「讓人產生巨大的衝擊和感動」。北韓對會談同樣給予高度評價。朝鮮外文出版社稱會談是「破天荒」、「打開統一祖國事業的轉折局面的重大事件」:173-174。《勞動新聞》形容共同宣言是「自主、和平統一與民族大團結」的文獻。
各國也樂見首腦會談取得的成果。美國時任總統克林頓稱會談「非常成功」，兩國簽署《南北共同宣言》是「為合作而邁出的第一步」。日本外相河野洋平指兩國首腦已得到國民的信任，並認為此次會談的成果一定會具體化。中華人民共和國外交部發言人朱邦造相信會談為朝鮮半島的和平與穩定「作出極大貢獻」。俄羅斯外交部發表聲明指「非常滿意」會談的結果，並讚揚南北韓「用自己的力量」解決問題的「真誠和善意的表現」。聯合國秘書長安南的聲明中指對舉行會談的金大中和金正日表示敬意，及相信會談中得出具體的結果能為朝鮮半島和周邊地區的帶來和平與穩定。
同時，媒體對會談給予好評。英國BBC形容會談使南北韓邁向統一。美國《紐約時報》稱讚兩國元首的氣魄，指金大中恢復了南北韓之間的對話，將成為南韓現代史上的巨大變化﹔而金正日則「表現出了自己的態度，擺脫了隱匿的局面」。日本《朝日新聞》認為南北韓將走向和解與信任，從而使日本和北韓、美國和北韓關係等東北亞局勢產生重大影響。會談也被選為年度十大新聞之一。《韓民族日報》將此評選為2000年十大國內新聞之首。《東亞日報》則列此事為年度的第二大國內新聞。此外，美聯社把會談評選為年度十大世界新聞的第五位。日本《讀賣新聞》也將此事評為全球十大新聞的第三位。
2007年南北韓首腦會談前夕，南韓重新評價2000年的會談。《中央日報》指第一次首腦會談時，國民對南北關係的改善充滿了希望。但是，除了經濟合作方面的部分進展之外，南北和解並沒有發生根本的變化。《朝鮮日報》同時批評《南北共同宣言》已成為平壤的政治宣傳工具。不過，開放國民黨議員李華泳則認為2000年的會談「以和解與合作為契機」，是具有「宣言意義」的。2018年，南韓總統文在寅和北韓最高領導人金正恩舉行2018年第一次首腦會談前，2000年的會談再被提起。這次，《數碼時報》指南北共同宣言確實擴大了南北的交流合作，但首腦會談未能定期化等都是局限。民主和平黨則主張該會談是「我們自己開拓自己命運的歷史」。在北韓，2000年的會談和共同直言一直得到朝鮮勞動黨的重視。於2007年的新年聯合社評中，共同宣言被稱作「開放我們民族繁榮之路的希望」。在2018年，勞動黨支下部門反帝民族民主戰線表示宣言是「給歷時55年的對抗和仇視的歷史打開缺口」。

## 資料來源
1. 1 2 3 4 5 6 7 8 9 10 11 12 13 14 15 16 17 18 19 20 21 22 23 24  孫冀. . 北京: 中國社會科學出版社. 2011.
2. 1 2 3  . 紐約時報. 1997-07-11  [2018-07-31]. （原始内容存档于2018-08-21） （英语）.
3. ↑  . 紐約時報. 1998-02-25  [2018-07-31]. （原始内容存档于2018-08-21） （英语）.
4. 1 2 3 4  . 人民網. 2000-04-13  [2018-08-01]. （原始内容存档于2005-03-24）.
5. ↑  . 韓民族報. 2000-03-23  [2018-08-01]. （原始内容存档于2018-05-12） （韩语）.
6. 1 2  . 人民網. 2000-04-12  [2018-08-01]. （原始内容存档于2018-08-21）.
7. ↑  . 人民網. 2000-04-12  [2018-08-01]. （原始内容存档于2004-09-17）.
8. ↑  . 人民網. 2000-05-18  [2018-08-01]. （原始内容存档于2004-11-13）.
9. ↑  . 中央日報. 2000-05-18  [2018-08-01]. （原始内容存档于2018-08-21） （韩语）.
10. ↑  . 中央日報. 2000-05-19  [2018-08-01]. （原始内容存档于2018-08-21） （韩语）.
11. ↑  . 中央日報. 2000-05-30  [2018-08-01]. （原始内容存档于2018-08-21） （韩语）.
12. ↑  . 中央日報. 2000-05-29  [2018-08-01]. （原始内容存档于2018-08-21） （韩语）.
13. ↑  . 人民網. 2000-06-07  [2018-08-01]. （原始内容存档于2018-08-21）.
14. ↑  . 中央日報. 2000-05-30  [2018-08-01]. （原始内容存档于2018-08-21） （韩语）.
15. ↑  . 人民網. 2000-05-31  [2018-08-01]. （原始内容存档于2004-12-01）.
16. ↑  . 中央日報. 2000-05-31  [2018-08-01]. （原始内容存档于2018-08-21） （韩语）.
17. 1 2 3  . 中央日報. 2000-06-06  [2018-08-01]. （原始内容存档于2018-08-21） （韩语）.
18. ↑  . 中央日報. 2000-06-10  [2018-08-01]. （原始内容存档于2019-01-16） （韩语）.
19. ↑  . 東亞日報. 2000-06-11  [2018-08-01]. （原始内容存档于2018-08-21） （韩语）.
20. ↑  . 中央日報. 2000-06-12  [2018-08-01]. （原始内容存档于2019-01-13） （韩语）.
21. ↑  . 東亞日報. 2000-06-13  [2018-08-01]. （原始内容存档于2018-08-21） （韩语）.
22. ↑  . 東亞日報. 2000-06-13  [2018-08-01]. （原始内容存档于2018-08-21） （韩语）.
23. ↑  . 中央日報. 2000-06-10  [2018-08-01]. （原始内容存档于2018-08-21） （韩语）.
24. ↑  . 中央日報. 2000-06-10  [2018-08-01]. （原始内容存档于2018-08-21） （韩语）.
25. ↑  . 東亞日報. 2000-06-12  [2018-08-01]. （原始内容存档于2018-08-21） （韩语）.
26. ↑  . 東亞日報. 2000-06-13  [2018-08-01]. （原始内容存档于2018-08-21） （韩语）.
27. 1 2  . 東亞日報. 2000-06-13  [2018-08-01]. （原始内容存档于2018-08-21） （韩语）.
28. 1 2  . 東亞日報. 2000-06-13  [2018-08-01]. （原始内容存档于2018-08-21） （韩语）.
29. 1 2 3  . 東亞日報. 2000-06-13  [2018-08-01]. （原始内容存档于2018-08-21） （韩语）.
30. ↑  . 人民網. 2000-06-14  [2018-08-01]. （原始内容存档于2005-08-29）.
31. 1 2 3 4 5 6  . 東亞日報. 2000-06-15  [2018-08-01]. （原始内容存档于2018-08-21） （韩语）.
32. ↑  . 人民網. 2000-06-14  [2018-08-01]. （原始内容存档于2005-08-26）.
33. 1 2  . 人民網. 2000-06-14  [2018-08-01]. （原始内容存档于2005-08-31）.
34. ↑  . 東亞日報. 2000-06-15  [2018-08-01]. （原始内容存档于2018-08-21） （韩语）.
35. ↑  . 東亞日報. 2000-06-14  [2018-08-01]. （原始内容存档于2018-08-21） （韩语）.
36. 1 2 3  . 人民網. 2000-06-14  [2018-08-01]. （原始内容存档于2005-08-26）.
37. 1 2  . 東亞日報. 2000-06-15  [2018-08-01]. （原始内容存档于2018-09-04） （韩语）.
38. 1 2 3  . 東亞日報. 2000-06-15  [2018-08-01]. （原始内容存档于2018-08-22） （韩语）.
39. ↑  . 東亞日報. 2000-06-15  [2018-08-01]. （原始内容存档于2018-08-22） （韩语）.
40. ↑  . 統一新聞. 2000-08-17  [2018-08-01]. （原始内容存档于2018-12-10） （韩语）.
41. ↑  . 統一新聞. 2000-08-22  [2018-08-01]. （原始内容存档于2018-12-10） （韩语）.
42. ↑  . MBC News. 2000-09-02  [2018-08-01]. （原始内容存档于2018-08-21） （韩语）.
43. 1 2 3  Rudiger Frank. . 台灣: 商周出版. 2018.
44. ↑  . 東亞日報. 2000-06-13  [2018-08-01]. （原始内容存档于2018-08-21） （韩语）.
45. ↑  . 東亞日報. 2000-06-14  [2018-08-01]. （原始内容存档于2018-08-21） （韩语）.
46. 1 2  . 中央日報. 2002-02-25  [2018-08-01]. （原始内容存档于2018-08-21） （韩语）.
47. 1 2 3  . 韓國赫芬頓郵報. 2018-04-24  [2018-08-01]. （原始内容存档于2018-04-24） （韩语）.
48. 1 2  . 東亞日報. 2000-06-16  [2018-08-01]. （原始内容存档于2018-08-21） （韩语）.
49. ↑  . 東亞日報. 2000-06-15  [2018-08-01]. （原始内容存档于2018-08-21） （韩语）.
50. ↑  金志豪. . 北韓: 朝鮮外文出版社. 2017.
51. 1 2  . 今天實事. 2018-03-21  [2018-08-01]. （原始内容存档于2018-03-26） （韩语）.
52. ↑  . Ohmynew. 2000-10-13  [2018-08-01]. （原始内容存档于2018-09-14） （韩语）.
53. ↑  . 朝鮮日報. 2009-08-20  [2018-08-01]. （原始内容存档于2018-09-14） （韩语）.
54. ↑  . 京鄉新聞. 2009-08-21  [2018-08-01]. （原始内容存档于2021-03-23） （韩语）.
55. ↑  . 東亞日報. 2000-06-11  [2018-08-01]. （原始内容存档于2018-08-21） （韩语）.
56. 1 2 3 4  . 人民網. 2000-06-12  [2018-08-01]. （原始内容存档于2002-06-13）.
57. ↑  . 中央日報. 2000-06-05  [2018-08-01]. （原始内容存档于2018-08-21） （韩语）.
58. ↑  . 中央日報. 2000-06-12  [2018-08-01]. （原始内容存档于2018-08-21） （韩语）.
59. ↑  . 東亞日報. 2000-06-11  [2018-08-01]. （原始内容存档于2018-08-21） （韩语）.
60. 1 2  . 東亞日報. 2000-06-14  [2018-08-01]. （原始内容存档于2018-08-21） （韩语）.
61. 1 2 3  . MBC News. 2000-06-14  [2018-08-01]. （原始内容存档于2017-10-19） （韩语）.
62. ↑  . Sinonk. 2018-08-31  [2018-08-01]. （原始内容存档于2018-08-21）.
63. ↑  B. R. Myers. . 台灣: 臉譜書房. 2012.
64. ↑  . Ohmynews. 2000-06-15  [2018-08-01]. （原始内容存档于2016-08-09） （韩语）.
65. ↑  . 中央日報. 2000-06-16  [2018-08-01]. （原始内容存档于2018-08-21） （韩语）.
66. ↑  . 中央日報. 2000-06-16  [2018-08-01]. （原始内容存档于2018-08-21） （韩语）.
67. ↑  . 中央日報. 2000-06-16  [2018-08-01]. （原始内容存档于2018-08-21） （韩语）.
68. ↑  . 朝鮮日報. 2000-06-15  [2018-08-01]. （原始内容存档于2018-08-21） （韩语）.
69. ↑  . 民族21. 2000-06-29  [2018-08-01]. （原始内容存档于2018-08-21） （韩语）.
70. ↑  崔秀男、朴錦順、安英著，金蓮順譯. . 北韓: 外文出版社. 2016.
71. 1 2  . NK Today. 2014-06-13  [2018-08-01]. （原始内容存档于2018-08-22） （韩语）.
72. ↑  . 中央日報. 2000-06-16  [2018-08-01]. （原始内容存档于2018-08-21） （韩语）.
73. 1 2 3  . 中央日報. 2000-06-16  [2018-08-01]. （原始内容存档于2018-08-22） （韩语）.
74. ↑  . 中央日報. 2000-06-15  [2018-08-01]. （原始内容存档于2018-08-22） （韩语）.
75. 1 2 3  . 東亞日報. 2000-06-15  [2018-08-01]. （原始内容存档于2019-01-12） （韩语）.
76. ↑  . 韓民族日報. 2000-12-26  [2018-08-01]. （原始内容存档于2018-08-21） （韩语）.
77. ↑  . 東亞日報. 2000-12-26  [2018-08-01]. （原始内容存档于2018-08-21） （韩语）.
78. ↑  . 韓民族日報. 2000-12-27  [2018-08-01]. （原始内容存档于2018-08-21） （韩语）.
79. ↑  . 每日經濟. 2000-12-23  [2018-08-01] （韩语）.
80. ↑  . 中央日報. 2007-08-09  [2018-08-01]. （原始内容存档于2018-08-21） （韩语）.
81. ↑  . 朝鮮日報. 2007-08-09  [2018-08-01]. （原始内容存档于2015-03-05） （韩语）.
82. ↑  . 週刊京鄕. 2007-03-27  [2018-08-01]. （原始内容存档于2022-03-08） （韩语）.
83. ↑  . 數碼時報. 2018-04-03  [2018-08-01]. （原始内容存档于2018-08-21） （韩语）.
84. ↑  . 韓民族日報. 2018-04-26  [2018-08-01]. （原始内容存档于2018-04-26） （韩语）.
85. ↑  . 勞動新聞. 2018-06-14  [2018-08-01]. （原始内容存档于2018-07-31）.